# Оккультизм против оккультных искусств
«Оккультизм против оккультных искусств» (англ. Occultism Versus the Occult Arts) — редакционная статья Елены Петровны Блаватской, опубликованная в мае 1888 года в теософском журнале Lucifer. Вошла в 9-й том собрания сочинений автора, в 1991 году был опубликован её русский перевод.

## Исследование содержания

### Классификация оккультизма
Вначале Блаватская отметила, что её ранее опубликованная статья о практическом оккультизме произвела на многих читателей большое впечатление, и что по их реакции можно судить не только о вере в реальность оккультных явлений, но также и о непонимании их истинной природы. Естественно, этих людей интересует, в первую очередь, вопрос о том, как можно овладеть психическими силами, и как они могут быть использованы. Автор пишет, что её читатели заблуждаются, считая, что достаточно поехать в Индию, чтобы стать специалистом в области оккультизма, или же просто следовать правилам церемониальной магии, изложенным в сочинениях Леви.
Писательница даёт понять, что она имеет более точное и авторитетное представление о подлинном оккультизме, чем те энтузиасты, считающие себя «оккультистами», которые, по её мнению, не обладают такими знаниями. Она также намерена просветить тех, кто, как она чувствует, введён в заблуждение ложными идеями. Эта работа представляется ей безотлагательной, и её нужно сделать, пока не стало «слишком поздно». Имея в виду упомянутых энтузиастов, она пишет:

«И прежде чем бросаться оспаривать это наше заявление, пусть они сначала разберутся с тем невообразимым хаосом, что царит в их умах. Пусть они сперва уяснят себе истинное различие между оккультными науками и оккультизмом, а потом уже пылают праведным гневом, если, конечно, они по-прежнему будут считать, что истина на их стороне. А пока что пусть они узнают, что оккультизм отличается от магии и прочих тайных наук так же, как сияющее солнце отличается от мерцающего огонька свечи, и так же, как неизменный и бессмертный дух человека, отражение абсолютного, необусловленного и непознаваемого Всего, отличается от бренной оболочки — человеческого тела».
Блаватская фактически позиционирует себя как специалиста, имеющего право «читать лекции» тем, кто, на её взгляд, заслуживает титула невежественных самоучек. Это видно из манеры её письма. «Пусть они сначала разберутся», «пусть они сперва уяснят себе» — фразы, которые, очевидно, предполагают, что людям, коим они адресованы, требуется откорректировать свои представления. Эти призывы заняться критическим самоанализом, похоже, указывают на осознание ею своего «педагогического превосходства». Её «громогласные» заявления должны показать, что она причастна к «аутентичной методологии оккультизма», и, следовательно, её знания и опыт позволяют распознавать «иллюзии и заблуждения» профанов.
Далее автор статьи использует индуистскую классификацию оккультного знания, называя четыре категории его. Во-первых, это яджна-видья, или знание оккультных сил, пробуждаемых посредством выполнения определённых религиозных обрядов и церемоний. Во-вторых, маха-видья, магия каббалистов и культистов тантры, чаще всего представляющая собой, по мнению Блаватской, «колдовство наихудшего толка». В-третьих, гухья-видья, или магические практики на основе использования звука мантр и молитв. И в-четвёртых:

Атма-видья — термин, переводимый просто как «знание души», трактуемый востоковедами как истинная Мудрость, но имеющий гораздо более широкое значение. Последнее является единственным видом оккультизма, к которому следует стремиться каждому теософу, вдохновлённому «Светом на Пути», и желающему быть мудрым и бескорыстным.  Всё прочее следует отнести к различным видам «оккультных наук», то есть к искусствам, основанным на знании исходной сущности всех вещей, относящихся к царствам природы.
Эта классификация выделяет отдельные категории сверхчувственного опыта, охватывая его психические, магические и мистические элементы. Блаватская уверена в том, что все они связаны с реальными явлениями и относятся к сфере теоретического и практического знания, но приоритетом теософов должно быть «мистическое стремление» к атма-видье, «знанию души». Она считает, что другие категории не требуют духовного развития, но больше внимания уделяют отдельным аспектам оккультной теории и практики. Автор утверждает:

Алхимия, астрология, оккультная физиология и хиромантия существуют в природе, и точные науки — называемые так, вероятно, потому, что этот век парадоксальных философий переворачивает всё с ног на голову — открыли немалое количество тайн вышеназванных искусств. Но ясновидение, символизируемое в Индии «Глазом Шивы», называемое в Японии «Безграничным Видением», — это не гипнотизм, незаконный сын месмеризма, и оно не может быть достигнуто при помощи таких искусств. Всеми этими оккультными искусствами можно овладеть и добиться при этом результатов — положительных, отрицательных или нейтральных, но они не очень ценны, с точки зрения Атма-видьи, ибо она включает в себя все эти искусства и даже время от времени, освободив их от ненужной шелухи, пользуется ими исключительно для благих целей, предварительно очистив их от любого намёка на эгоистическое начало.
По мнению Блаватской, атма-видья имеет важный отличительный признак: отсутствие какого-либо «намёка на эгоистическое начало». Другие же формы оккультизма не требуют для овладения ими никакого изменения образа жизни или нравственной позиции. Однако результатом такого пренебрежения «возвышенными нормами морали» является неизбежное «погружение в трясину чёрной магии» с её долгосрочными разрушительными последствиями. Стремление автора выразить своё неприятие любых форм оккультизма, игнорирующих моральные предпосылки, выливается в ряд уничижающих фраз, рисующих «деградацию и порочность» их приверженцев. Блаватская использует образ искусного, но эгоистичного и аморального колдуна как «негативную ролевую модель», коей не следует подражать, в отличие от «благородного и самоотверженного» духовного искателя.

### Оккультизм и теософия
Блаватская пишет, что не все интересующиеся оккультизмом полностью осознают необходимость правильного подхода. Она снова предупреждает, что контроль над эмоциями и бескорыстие являются необходимыми условиями, и пишет, что когда стремление к оккультизму действительно «пробудилось в сердце человека», для него уже не будет спокойной жизни в этом мире. Он готов отправиться в любые, даже «дикие и безлюдные», места, гонимый беспокойством, которое он не в силах преодолеть. «Должен ли он неизбежно впасть в колдовство и чёрную магию, — спрашивает она, — и в течение многих воплощений копить себе ужасную карму? Нет ли для него иного пути?» Действительно, имеется возможность выбрать другой путь. Он посвящён духовным ценностям, но не требует кардинального перехода к «эзотерическому образу жизни». По мнению Блаватской, стремящийся, избравший такой вариант, не должен «замахиваться» на большее, чем то, чего он способен достичь. Пусть он «не взваливает на себя бремя», — пишет она, — которое не будет способен нести: безусловно, ни «махатмой», ни буддой, ни великим святым он не станет, но изучение философии и «науки души» позволит ему без каких-либо сверхчеловеческих усилий стать одним из «скромных благодетелей человечества». Это, по словам Калнитски, «несколько снисходительное предложение» для тех, кто не может разорвать личные связи и радикально изменить свои жизненные приоритеты, подразумевает символический компромисс, если иметь в виду «строгие гностические ценности». И всё же:

Сиддхи (или силы архатов) могут быть получены лишь тем, кто «готов к жизни», требующей величайшего и поистине полного самопожертвования, и кто способен повиноваться беспрекословно. Пусть он, узнав однажды, навсегда запомнит, что истинный оккультизм, или теософия, — это «великое отречение от себя самого», безусловное и абсолютное, как в мыслях, так и в действиях. Это — альтруизм, который выводит практикующего за пределы каких-либо категорий и рангов среди всех живых существ. «Не для себя, но для мира живёт он», как только решается посвятить себя этому делу.
Блаватская предупреждает: мысли об «узком круге близких и дорогих нам личностей» не должны превалировать в душах теософов над мыслями о «нуждах человечества в целом», потому что путь к «мудрости вселенского разума лежит через всё человечество, без различия расы, цвета кожи, религии и общественного положения». Она считает, что одним из наиболее распространённых заблуждений является убеждённость людей в том, что они в состоянии «переступить порог оккультизма» без самопожертвования. Об этом мечтают многие теософы, «искушаемые желанием получить оккультные силы и личным себялюбием».

### Душа как поле битвы
Самоотверженные усилия ученика оккультизма в «деле» самореализации требуют от него принесения в жертву своих личных интересов. Однако, даже это само по себе не гарантирует успеха. Прогресс не исключает риска провала, ведущего к «долгосрочным кармическим затруднениям». Блаватская утверждает, что медленный, но эффективный процесс постепенного продвижения, в конечном итоге, приведёт к адептству. Другая возможность представляется ей как гарантированный путь к провалу, вследствие использования более простых, но опасных методов. Смысл одной современной теории, которую она «горячо оспаривает», заключается в том, что «животные страсти» якобы можно сублимировать и перенаправить их в духовную энергию. Она пишет:

«Поистине, тот, кто способен следовать за скрытой от постороннего взора эволюцией изначальных побуждений кандидатов в ученики [оккультизма], часто находит весьма странными их идеи овладения способностями своего разума. Существуют люди, чьи мыслительные процессы настолько искажены внешними воздействиями, что они воображают, что плотские страсти могут стать настолько очищенными и возвышенными, что их ярость, сила и огонь будут, так сказать, направлены вовнутрь; что они могут быть отложены и сохранены в груди человека до тех пор, пока их энергия не начнёт распространяться вовне, но она будет направлена в сторону высших и самых святых целей: именно тогда их таким образом сконцентрированная и ни на что не расходуемая энергия позволит их владельцу проникнуть в истинное святилище души и встретиться там со своим Господином — Высшим Я!»
Блаватская пишет, что с этой целью, следуя ошибочным представлениям, они не намерены «ни обуздывать, ни подавлять» свои страсти. Они поступают так: сильным напряжением воли «укрощают всепожирающее пламя, загоняя его внутрь собственной натуры, позволяя притаившемуся огню тлеть под тонким слоем пепла. Они с радостью отдаются этим пыткам, подобно спартанскому мальчику, который позволил лисе терзать свои внутренности, чтобы только не расставаться с ней. О, бедные слепые фантазёры!»
Ключевой идеей этой критики является уверенность Блаватской в том, что процесс духовного просветления представляет собой непрерывную и напряжённую борьбу. Нужно не интегрировать и не приспосабливать страсти, а искоренять их сосредоточенной силой воли. Похоже, у неё мало снисхождения к тем, кто не имеет ни желания, ни сил для борьбы со своими страстями. Чтобы отстоять свою позицию, Блаватская даёт краткий обзор теософских представлений о «метафизической конституции» человека. Для доказательства того, что страсти враждебны духовному прогрессу, она «использует, по-видимому, схему гностиков».

«Господин» в святилище нашей души — это «высшее Я», божественный дух, сознание которого (по крайней мере, на протяжении земной жизни человека, к коему оно относится) опирается и целиком определяется разумом, и его мы условились именовать человеческой душой (в то время как «духовная душа» является проводником духа). В свою очередь, личная или человеческая душа в своём высшем аспекте состоит из духовных устремлений, воли и божественной любви, в своём низшем аспекте — из животных желаний и земных страстей, воспринятых ею от своего носителя, являющегося вместилищем всех этих желаний и страстей. Таким образом, она выполняет роль своего рода посредника между животной природой человека, которую стремится подчинить своему влиянию её высший разум, и его божественной духовной природой, к которой она приближается всякий раз, когда ей удается одержать верх над внутренним животным. Последнее есть инстинктивная «животная душа», являющаяся рассадником тех страстей, которые, как мы только что говорили, многие предпочитают успокаивать, вместо того чтобы полностью уничтожить, а некоторые недалёкие энтузиасты стремятся запереть их внутри самих себя. Неужели они и впрямь надеются превратить таким образом мутный поток животных нечистот в кристально чистые воды жизни? Но где же, скажите на милость, найти такое нейтральное место в человеке, чтобы запертые в нём страсти не оказывали бы на него никакого влияния? Неистовые страсти любви и вожделения живы по-прежнему, и им всё так же позволено пребывать в месте своего рождения — всё в той же животной душе, ибо как в высший, так и в низший аспекты «человеческой души», или разума, путь им закрыт.
Блаватская утверждает, что всё же такая близость не может не влиять отрицательно на «человеческую душу», хотя «высшее Я», или дух, и не способно ассимилировать подобные эмоции, как не может вода «растворить нефть или грязный жидкий жир». Таким образом, от их воздействия страдает только разум, как единственный посредник между земным человеком и его высшим «Я», постоянно пребывая по этой причине в опасности «быть увлечённым вниз этими страстями, способными пробудиться в любой момент, и быть поглощённым в бездну материи».
Здесь писательница использует термин «Господин» (англ. Master) как символический эквивалент «высшего Я», а не как обозначение для духовно продвинутых махатм, спонсоров её миссии. Видимо, этот термин имел как символическую, так и буквальную интерпретацию. В этом плане, высшее «Я», или «божественный дух», не осознаётся человеком непосредственно, но распространяется, проникает и персонализируется посредством «разума», или «человеческой души». Дальнейшее разветвление происходит на уровне этой человеческой, или личностной, души, которая может рассматриваться как соединение двух составляющих. Её высшая часть резонирует с информирующим духом, а низшая — с физическим телом. Этот вариант телесно-умственного деления относит «духовные устремления, волю и божественную любовь» к высшей составляющей человеческой души. Низшая же её часть пребывает под влиянием идущих от тела «животных желаний и земных страстей». Здесь Блаватская повторяет традиционные представления, которые поддерживались некоторыми религиозными философами (в частности, греческими), когда человеческая душа позиционируется как поле непрерывной битвы между «изнурительным влиянием» животных свойств человека и его возвышенными устремлениями, на уровне подсознания идущими от божественной духовной сущности.
Представление о человеческой душе как месте столкновения высших (духовных) и низших (животных) импульсов, тенденций, свойств и влияний было обычным способом изображения динамики личной этической и духовной борьбы. Здесь Блаватская точно описывает известную дилемму в манере, присущей традиции западной религиозной мысли. «Животная природа человека» считалась полностью отрицательной, отвлекающей и препятствующей высшим духовным устремлениям. «Высшие» же мотивы должны были стимулировать преднамеренные действия с целью получения преимущества в непрерывной борьбе с «внутренним животным». Таким образом, контролируя соблазны и импульсы телесных энергий и препятствуя им, человеческая душа освобождалась от ограничений и получала возможность культивировать более утончённую духовность, которая до этого была скрыта или подавлена.
Автор характеризует инстинктивную «животную душу» как «рассадник страстей», являющуюся, таким образом, препятствием для полноценной жизни духа. С гностической точки зрения, «успокоение» страстей недостаточно эффективно, и единственным разумным вариантом является их «уничтожение». Эта экстремальная позиция основана на том, что если остаток страстей останется пусть даже «запертым», всё равно, в конечном итоге, отрицательных результатов не удастся избежать. Блаватская показывает своё отвращение к низшей составляющей человеческой души, используя такие языковые конструкции как «мутный поток животных нечистот», «нефть или грязный жидкий жир», «бездна материи» и т.д. Для того, чтобы возвысить духовную составляющую и всё, что, как ей кажется, относится к ней, биологическое измерение должно быть опорочено и вызывать отвращение. И хотя высшее «Я» «не может ассимилировать» ничего низшего, для разума существует опасность осквернения, когда он рискует быть «увлечённым вниз этими страстями, способными пробудиться в любой момент, и быть поглощённым в бездну материи». Итак, человеческая душа, как место столкновения противоположных энергий, остаётся уязвимой и постоянно пребывает в опасной ситуации.
Обозначив эту дилемму, Блаватская задаётся вопросом, есть ли способ добиться успеха при таких тяжёлых обстоятельствах. Если душа увлечена животной страстью, то как можно добиться надлежащей настройки, к которой она должна стремится? Достижение желаемой гармонии затрудняется, поскольку человеческая душа постоянно «сбивается с пути» желаниями и страстями телесной части человеческого существа. И этот ущерб усугубляется влиянием, идущим от «астрального человека». Этот «астрал» является проводником личного сознания на плане существования более тонком, чем физический. Он принадлежит «тленной» части человеческой сущности, «весьма далёк» от истинно духовных состояний бытия и также должен быть «преодолён и ослаблен» до того, как станут доступными высшие состояния сознания. Таким образом:

Только когда полностью исчезнет сила страстей, когда они будут уничтожены в реторте непреклонной воли; когда исчезнут не только все плотские желания и страсти, но и пропадёт осознание личного «Я», и влияние «астрала» будет сведено к нулю, только тогда может иметь место единение с «высшим Я». Только когда «астрал» будет отражать побеждённого человека, всё ещё живого, но уже ничего для себя не желающего, лишь тогда сияющий Аугоэйдос, божественное Я, сможет вибрировать осознанно и в полной гармонии с обоими полюсами человеческой сущности — и с очистившимся материальным человеком, и с вечно чистой духовной душой — и сможет, наконец, предстать перед своим Главным Я, Христом гностиков-мистов, смешанный, сплавленный и отныне единый с Ним.

## Критика
Священник Д. Дружинин, кандидат богословия, писал, что в христианских священных книгах «определённо и сурово» осуждается общение с духами и «все основные составляющие теософского оккультизма», в частности, связанные с теософией «оккультные практики». Он уточнил, что в теософии проповедуется «не просто безрассудное общение с духами», но что «духи, представившиеся Учителями-махатмами, могут вообще вытеснить ученика из его тела». По мнению Дружинина, наставления основоположников теософии «проникнуты лицемерием, ложью», с помощью которых они пытались скрыть «разрушительную суть её духовной практики». В частности, он писал:

«Показательно то, что хотя теософия заманивает к себе обещаниями своим адептам необыкновенного величия, но многие яркие деятели оккультизма вообще и конкретно теософии... были людьми, вызывающими к себе скорее сострадание, чем пиетет, людьми нравственно жалкими, ничтожными и в развитии этого очевидно большую роль сыграло использование оккультных духовных практик... Изучение духовной практики теософии показало её губительный характер. Теософская духовность оказывает разрушающее воздействие как на физическое, так и на душевное здоровье».

## Публикации
- Occultism Versus The Occult Arts (англ.) // Lucifer : журнал. — London: Theosophical Publishing Society, 1888. — May (vol. 2, no. 9). — P. 173—181.
- Occultism Versus The Occult Arts // Collected Writings / под ред. B. De Zirkoff. — Wheaton, Ill: Theosophical Publishing House, 1959. — Vol. 9. — P. 249—261.
- Оккультизм против оккультных искусств // Новый Панарион. — М.: МЦФ, 1994. — 512 с. — (Е. П. Блаватская).
- Оккультизм против оккультных искусств // Что есть Истина? / пер. с англ. Ю. А. Хатунцева. — М.: Сфера, 1999. — С. 179—196. — 304 с. — (Белый Лотос). — ISBN 5-85000-074-7.
- Оккультизм против оккультных искусств // Практикум оккультного обучения / сост. Е. А. Логаева. — М.: Сфера, 2005. — 480 с. — (Е. П. Блаватская — потомкам). — 2000 экз. — ISBN 5-93975-157-1.

## Комментарии
1. ↑  Lucifer, Vol. 2, № 9, May, 1888, pp. 173—181.[1]
2. ↑  «Последняя треть 19 в. отмечена созданием оккультных учений сверхэклектической природы (теософия, <...> западно-восточные эзотерические мировоззренческие синтезы)».[3]
3. ↑  «The Western esoteric tradition has no more important figure in modern times than Helena Petrovna Blavatsky (1831—1891). She and her Theosophical Society stand at the crucial historical moment when it seemed possible to unite science and occultism, West and East, in a "divine wisdom" (theosophia) for the modern age».[4]
4. ↑  Согласно Харрисону, Блаватская была «самым значительным» из всех оккультистов, которые изучались его Обществом.[5]
5. ↑  Cit. Blavatsky Occultism Versus The Occult Arts.[6]
6. ↑  «Yajna-vidya (Sanskrit) Yajña-vidyā [from yajña sacrifice + vidyā knowledge] The knowledge or science of sacrificial rites. These religious rites are performed by the Brahmins to produce certain results, although the esoteric significance of the true yajna has been lost sight of».[8]
7. ↑  «Mahavidya (Sanskrit) Mahāvidyā [from mahā great + vidyā knowledge] The great knowledge, magic knowledge "now degenerated into Tantrika worship" (SD 1:169). This great esoteric science is possessed in its relative fullness by the highest initiates alone, as it embraces almost universal wisdom».[8]
8. ↑  «Guhya-vidya (Sanskrit) Guhyavidyā [from guhya secret from the verbal root guh to conceal, keep secret + vidyā knowledge, wisdom.] Secret knowledge, esoteric wisdom; in India, especially, the esoteric knowledge and science of the mantras and their true rhythm in chanting. Equivalent in grammatical meaning to gupta-vidya».[8]
9. ↑  Cit. Blavatsky Occultism Versus The Occult Arts.[10]
10. ↑  «Оккультизм пронизывает комплекс так называемых герметических наук (по имени легендарного основателя Гермеса Трисмегиста), в состав которых входят магия, каббалистика, астрология, алхимия, френология и различные виды мантики».[11]
11. ↑  «Atma-vidya (Sanskrit) Ātmavidyā [from ātma self + vidyā knowledge] Knowledge of the self; the highest form of spiritual-divine wisdom, because the fundamental or essential self is a flame or spark of the kosmic self».[8]
12. ↑  Cit. Blavatsky Occultism Versus The Occult Arts.[12]
13. ↑  В теософской литературе объяснялось, что «предельное развитие» истинного оккультиста требует от него соблюдения абсолютной физической чистоты. Кандидат обязан с самого начала представить доказательства, что он готов выполнять это требование. На протяжении всего испытательного срока он должен сохранять полное целомудрие и воздерживаться от любых физических удовольствий.[13]
14. ↑  В одном из своих писем махатма Кут Хуми сообщил: «Недалеко от того места, где я живу, есть дугпа-шаммар. Довольно примечательный человек. Не очень сильный как колдун, но чрезвычайно силён как пьяница, вор, лгун и оратор... Этот Шапа-тун лама, когда чувствует жажду, может заставить большую аудиторию "желтошапочных" мирян выплакать весь их годовой запас слёз рассказом о своём раскаянии и страдании утром, а затем вечером напиться и ограбить всю деревню, погрузив её жителей гипнозом в глубокий сон».[16]
«Dugpa drug pa dug-pa (Tibetan) Adherents of the Buddhist religion of Tibet who, previous to the reform by Tsong-kha-pa in the 14th century, followed sorcery and other more or less tantric practices, which are entirely foreign to the pure teachings of Buddhism. In theosophical literature dugpa has been used as a synonym for Brother of the Shadow — especially in The Mahatma Letters».[8]
15. ↑  См. Blavatsky Occultism Versus The Occult Arts.[17]
16. ↑  См. Blavatsky Occultism Versus The Occult Arts.[18]
17. ↑  Сенкевич писал, что «махатмы — это эзотерический ключ к жизни и творчеству Блаватской».[19] Гудрик-Кларк отметил, что «концепция Учителей» представляет собой идею розенкрейцеров о «невидимых и тайных адептах», работающих для прогресса человечества.[20] Также Тиллетт писал: «Концепция Учителей, или махатм, представленная Блаватской, является сплавом западных и восточных идей; по её словам, местонахождение большинства из них связано с Индией или Тибетом. И она, и полковник Олкотт утверждали, что видели махатм и общались с ними. В западном же оккультизме идея „сверхчеловека“ была связана, в частности, с братствами, основанными Мартинесом де Паскуалли и Луи-Клодом де Сен-Мартеном».[21]
18. ↑  Cit. Blavatsky Occultism Versus The Occult Arts.[18]
19. ↑  Бердяев писал: «Теософия связана с оккультизмом. Оккультизм же не есть только современная мода, он представляет очень древнюю традицию, проходящую через всю историю человеческого духа. В так называемых оккультных науках совсем не всё есть лишь шарлатанство. Сфера оккультного существует, существует магия как реальная сила в природном мире. И в человеке, и в космосе есть оккультные, скрытые силы, ещё не изученные наукой».[22]
20. ↑  Сендер, сравнивая теософию Блаватской с «христианской теософией» Бёме и «психологической теософией» Кришнамурти, назвал её «оккультной теософией».[23]
21. ↑  См. Blavatsky Occultism Versus The Occult Arts.[24]
22. ↑  При создании Теософского Общества «формирование ядра Всеобщего Братства людей без различия расы, цвета кожи, пола, касты и вероисповедания» было провозглашено его первой из трёх главных задач.[25]
23. ↑  См. Blavatsky Occultism Versus The Occult Arts.[26]
24. ↑  «Оккультное знание не такое, в котором секреты могут быть сообщены сразу посредством письменных или устных наставлений. Если бы это не было так, то всё, что оставалось бы "Братьям" сделать, это выпустить руководство по данному умению, которое могло бы преподаваться в школах, как грамматика».[27]
25. ↑  Cit. Blavatsky Occultism Versus The Occult Arts.[28]
26. ↑  См. Blavatsky Occultism Versus The Occult Arts.[28]
27. ↑  Cit. Blavatsky Occultism Versus The Occult Arts.[30]
28. ↑  См. Blavatsky Occultism Versus The Occult Arts.[31]
29. ↑  Cit. Blavatsky Occultism Versus The Occult Arts.[34]
30. ↑  Имеются в виду основатели Теософского Общества.
31. ↑  Тем не менее, профессор Брукс охарактеризовал полковника Олкотта как «внимательного, беспристрастного и изобретательного» исследователя спиритизма.[38]